# Konrad Geßner
Konrad Geßner (Erfurt, Turíngia, 25 de desembre de 1995) és un ciclista alemany. Professional des del 2017, actualment a l'equip Rad-net Rose.

## Palmarès
- 2016
  - 1r al Gran Premi de Frankfurt sub-23